# Live at The Matrix 1967
Live at The Matrix 1967 è un doppio album Live dei Doors registrato al Matrix Club, 3138 Fillmore Street di San Francisco il 7 e il 10 marzo 1967, durante 2 serate per un totale di 4 set. Il Matrix di San Francisco fu aperto nel 1965 da Martin Balin membro dei Jefferson Airplane e sarà uno dei posti chiave dove si esibiranno moltissime band di spicco dell'area di San Francisco, New York, Los Angeles ecc. fino al 1972 quando il locale cessò di esistere. In quegli anni al Matrix si esibirono moltissime band importanti tra cui, Jefferson Airplane, Big Brother and the Holding Company, Santana, Grateful Dead, The Doors, Velvet Underground e tante altre di quel periodo. Il Matrix era un piccolo club che conteneva non più di 100 posti a sedere. I concerti dei Doors sono straordinari, e sono stati definiti da Bruce Botnick come miglior documento che la band possiede prima che iniziassero i contrasti.

## Tracce
Le canzoni sono scritte dai Doors salvo dove è indicato.

### Disco 1
1. Break on Through (To The Other Side)
2. Soul Kitchen
3. Money (Janie Bradford & Berry Gordy jr)
4. The Crystal Ship
5. Twentieth Century Fox
6. I'm A King Bee (James Moore)
7. Alabama Song (Whisky Bar) (Weill, Brecht)
8. Summer's Almost Gone
9. Light My Fire
10. Get Out Of My Life Woman (Allen Toussaint)
11. Back Door Man (Dixon)
12. Who Do You Love (Ellas McDaniel)
13. The End

### Disco 2
1. Unhappy Girl
2. Moonlight Drive
3. Woman Is A Devil/Rock Me (Muddy Waters)
4. People Are Strange
5. Close To You (Willie Dixon)
6. My Eyes Have Seen You
7. Crawling King Snake (Tony Hollins, Bernard Besman, John Lee Hooker)
8. I Can't See Your Face In My Mind
9. Summertime (George & Ira Gershwin)
10. When the Music's Over
11. Gloria (Van Morrison)

## Formazione
- Jim Morrison – voce
- Ray Manzarek – organo, pianoforte, tastiera, basso e voce in I'm A King Bee, Get Out Of My Life Woman e Close To You
- John Densmore – batteria
- Robby Krieger – chitarra

## Classifica
- Billboard Music Charts (Nord America)

### Album
| Anno | Chart      | Posizione |
| ---- | ---------- | --------- |
| 2008 | Pop Albums | 191       |